# رامان چیبسا
رامان چیبسا (انگلیسی: Raman Chibsah؛ زادهٔ ۱۰ مارس ۱۹۹۳) بازیکن فوتبال اهل غنا است.
از باشگاه‌هایی که در آن بازی کرده‌است می‌توان به باشگاه فوتبال یوونتوس، باشگاه فوتبال پارما، باشگاه فوتبال فروزینونه، و باشگاه فوتبال ساسولو اشاره کرد.
وی همچنین در تیم‌های ملی فوتبال زیر ۲۰ و ۲۳ سال و همچنین بزرگسالان غنا بازی کرده‌است.